# ویلیام هوتکینز
ویلیام هوتکینز (انگلیسی: William Hootkins؛ ۵ ژوئیهٔ ۱۹۴۸ – ۲۳ اکتبر ۲۰۰۵) یک هنرپیشه و صداپیشه اهل ایالات متحده آمریکا بود.
از فیلم‌ها یا برنامه‌های تلویزیونی که وی در آن نقش داشته است می‌توان به والنتینو، جنگ ستارگان، بتمن، آب، مهاجمان صندوق گمشده، رودخانه‌ای از میان آن می‌گذرد، پرورش داده، جزیره دکتر مورو، سوپرمن ۴: در جستجوی صلح، ابوالهول، نفرین پلنگ صورتی، ردپای پلنگ صورتی، شب‌های روشن، گوتیک آمریکایی، فلش گوردون، این دنیا، سپس آتش‌بازی و شهر و کشور اشاره کرد.